# Idiomacromerus terebrator
Idiomacromerus terebrator är en stekelart som först beskrevs av Masi 1916.  Idiomacromerus terebrator ingår i släktet Idiomacromerus och familjen gallglanssteklar. Inga underarter finns listade i Catalogue of Life.